# Руднев, Всеволод Фёдорович
Все́волод Фёдорович Ру́днев (19 [31] августа 1855, Динамюнде, Лифляндская губерния — 7 (20) июля 1913, Мышенки, Тульская губерния) — герой русско-японской войны, контр-адмирал (28.11.1905) русского императорского флота, командир крейсера «Варяг», который под его руководством принял бой у Чемульпо в 1904 году. В 1907 году Руднев был награждён японским орденом Восходящего солнца — в знак признания героизма русских моряков, став одним из первых русских (и вообще европейцев), получившим этот орден.

## Биография
В. Ф. Руднев родился в городе-крепости Динамюнде (ныне микрорайон Риги Даугавгрива). В то время отец Руднева, капитан 2-го ранга Фёдор Николаевич Руднев был командиром Рижской брандвахты.
Род Рудневых, дворян Тульской губернии, с 1616 года владел имением у деревни Яцкой Ясенецкого стана Венёвского уезда (ныне Новомосковский район Тульской области).
Предок Всеволода Фёдоровича, матрос Семён Руднев участвовал в бою под Азовом и получил офицерский чин по указу Петра Первого (за храбрость).
Отец — Фёдор Николаевич Руднев, герой русско-турецкой войны 1828—1829 годов. Участвовал в сражениях на Чёрном, Средиземном и Адриатическом морях, в блокаде Дарданелл и Константинополя. В 1857 году вышел в отставку, имея чин капитана 1-го ранга. Остаток жизни прожил с семьёй в своём имении. Умер в 1864 году. После его смерти семья — вдова Александра Петровна с детьми — покинула имение; некоторое время они жили в Любани Новгородского уезда Новгородской губернии.

### Учёба
15 сентября 1872 года Всеволод Руднев, закончивший к тому времени гимназию, поступил в Морское училище в Петербурге (в то время в Российской империи было только одно учебное заведение по подготовке офицеров ВМФ — Морское училище, бывший Морской кадетский корпус). В училище он содержался и обучался за счёт государства, в память боевых заслуг его отца (на что было указание управляющего Морским министерством).
На действительную службу поступил 1 мая 1873 года, во время учёбы в училище. В 1873—1875 годы был в учебных плаваниях по Балтийскому морю (в летнее время). 16 октября 1875 года получил звание старшего унтер-офицера.
Весной 1876 года сдал выпускные экзамены на отлично и получил Нахимовскую премию. В том же году окончил морскую стрелковую школу. 1 мая этого года получил воинское звание гардемарин (с 1860 по 1882 годы звание гардемарина существовало как строевое, тогда как в остальное время гардемаринами называли воспитанников военно-морских учебных заведений). Назначен матросом на учебный фрегат «Петропавловск» постройки 1865 г. С 18 мая 1876 года по 25 августа 1877 года — в заграничном учебном плавании. Это был первый дальний поход Всеволода Руднева. Кроме обязанностей матроса, он нёс офицерскую вахту, на практике обучаясь ремеслу моряка.

### Дальнейшая служба
Руднев был хорошо аттестован командиром учебного фрегата и 30 августа 1877 года получил чин мичмана. С сентября 1877 года находился на годичных курсах во флотской стрелковой роте (туда отправляли наиболее перспективных молодых офицеров).
С 16 апреля 1880 года служил на крейсере «Африка» (введён в строй в 1879 г.), куда он был назначен приказом главного командира Кронштадтского порта. Командиром крейсера был капитан 1-го ранга Е. И. Алексеев. Крейсер прибыл на Дальний Восток, а затем совершил кругосветное путешествие. 6 октября 1880 года стал командиром 7-й роты на крейсере. 1 января 1882 года ему присвоили чин лейтенанта. Впоследствии написал об этом непростом походе книгу «Кругосветное плавание крейсера „Африка“ в 1880—1883 годах».
После возвращения из кругосветного путешествия продолжал плавать по Балтийскому морю (1884—1887), а в 1886 году участвовал в заграничном плавании. В 1888 году Российский флот получил первый паровой военный транспорт «Пётр Великий». Привести его из Франции, где он был построен для России, в Кронштадт было поручено Рудневу.
В 1888 году Всеволод Фёдорович женился на Марии Николаевне Шван. Отец Марии, капитан 1-го ранга Н. К. Шван был героем обороны Севастополя в Крымской войне.
C 1 августа 1889 года находился в заграничном плавании на крейсере «Адмирал Корнилов» (построен для России во Франции в 1886—1889 гг.), снова под командованием капитана 1-го ранга Е. И. Алексеева. На «Адмирале Корнилове» Руднев участвовал в манёврах Тихоокеанского флота, стал старшим офицером корабля.
4 декабря 1890 года вернулся в Кронштадт. В 1891 году он последовательно был командиром миноносца «Котлин» (вступил в строй в 1885 г., водоизмещение 67 т), портового парохода «Работник», старшим офицером проходившего испытания эскадренного броненосца «Гангут» (вступил в строй в 1894 г., водоизмещение около 7500 т).
В 1893 году получил чин капитана 2-го ранга и стал старшим офицером эскадренного броненосца «Император Николай I» (вступил в строй в 1892 г., водоизмещение 9594 т). Броненосец отправился в Грецию, чтобы присоединиться к группе русских кораблей. Командующий Средиземноморской эскадрой контр-адмирал С. О. Макаров держал на «Императоре Николае I» свой флаг. Около года броненосец провёл в территориальных водах Греции. С 1 января по 9 декабря 1895 года «Император Николай I» находился в кругосветном плавании.
Вернувшись в Кронштадт, Руднев назначен командиром броненосца береговой обороны «Адмирал Грейг» (бывшая броненосная башенная батарея постройки 1865—1871 гг., водоизмещение 3780 т), а затем был назначен командиром миноносца «Выборг» (вступил в строй в 1886 г., 125 т).
В декабре 1897 года стал командиром канонерской лодки «Гремящий» (вступила в строй в 1893 г., 1700 т), на которой он совершил своё первое самостоятельное кругосветное плавание. «Гремящий» отправился в плавание 1 марта 1898 года и благополучно возвратился в Россию 15 мая 1899 года. Канонерская лодка — сравнительно небольшой прибрежный корабль, кругосветное одиночное плавание на котором представляет определённую трудность.
31 августа 1899 года назначен командиром броненосца береговой обороны «Чародейка» (бывшая броненосная канонерская лодка постройки 1865—1869 гг., водоизмещение 1871 т).
В начале июня 1900 года Российский флот получил эскадренный миноносец «Скат», построенный в Германии для России в 1900 г. (водоизмещение 350 т). Руднев привёл его из порта города Эльбинга в Кронштадт. Поход оказался нелёгким — преследовала плохая погода, к тому же был неисправен компас. Тем не менее миноносец благополучно достиг берегов родины.

### Служба на Дальнем Востоке
В 1900 году в Порт-Артуре проводились обширные работы по его модернизации: были проведены дноуглубительные работы на внутреннем рейде, перестроен и расширен сухой док, порт был электрифицирован, была укреплена береговая оборона.
В том же 1900-м Руднев стал старшим помощником командира Порт-Артурского порта. В то время Порт-Артур был базой 1-й Тихоокеанской эскадры, основы силы Русского флота на Дальнем Востоке. Он не был рад своему назначению, но тем не менее взялся за работу с энтузиазмом. 6 декабря 1901 года получил чин капитана 1-го ранга.

#### Командир «Варяга»

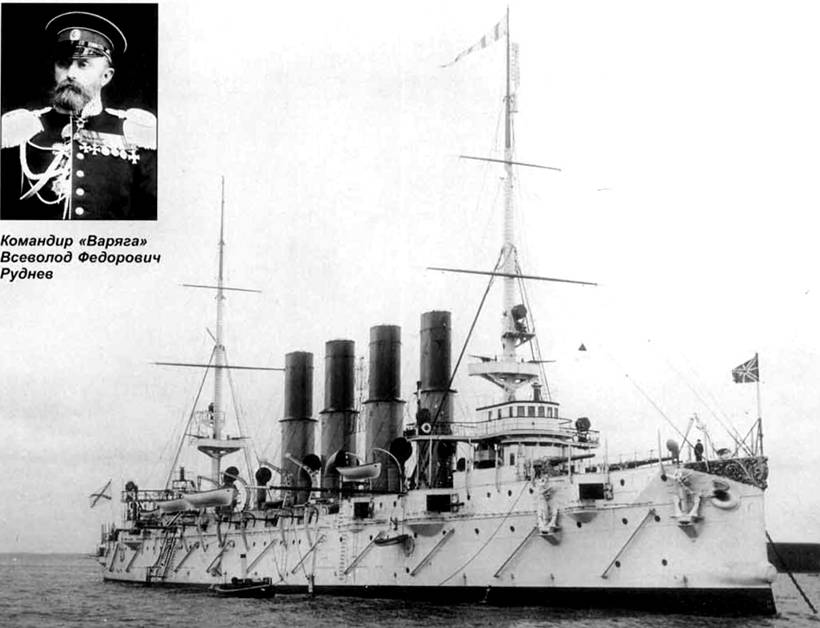
Крейсер «Варяг»

В декабре 1902 года вышел приказ по Морскому министерству, которым Всеволод Фёдорович Руднев был назначен командиром крейсера «Варяг», на который пришёл уже опытным морским офицером, прошедшим службу на семнадцати кораблях и вспомогательных судах (в том числе на новейших на момент его службы броненосцах и крейсерах) и командовавшим девятью (правда, все они относились к прибрежным типам и были небольшими или устаревшими либо принадлежали к числу невооружённых вспомогательных судов), будучи участником трёх кругосветных путешествий, одно из которых он проделал в качестве командира канонерской лодки.
Обстановка на Дальнем Востоке России ухудшалась. Япония форсировала усилия по подготовке к войне. Японцы сумели добиться немалого превосходства в силах над дальневосточной группировкой войск Российской империи.

#### Последний бой «Варяга»

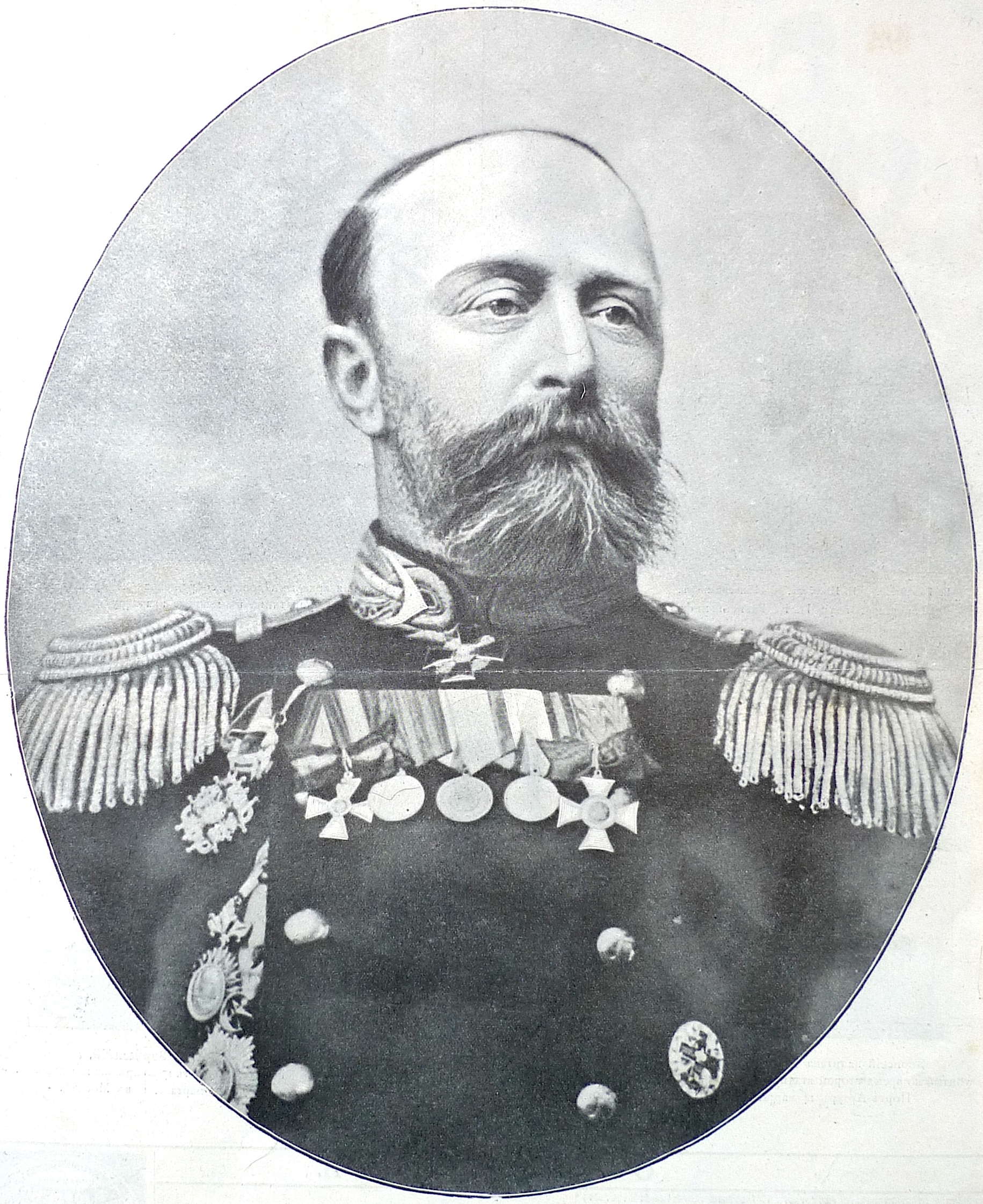
В. Ф. Руднев (1904)

Накануне войны «Варяг» распоряжением царского наместника на Дальнем Востоке генерал-адъютанта адмирала Е. И. Алексеева был направлен в нейтральный корейский порт Чемульпо (современный Инчхон, рядом с корейской столицей Сеулом), в котором «Варяг» должен был охранять русскую миссию и нести обязанности старшего стационера на рейде.
26 января (7 февраля) 1904 года японская эскадра остановилась на внешнем рейде залива. На внутреннем рейде были русские — крейсер «Варяг» и канонерская лодка «Кореец», а также иностранные военные корабли.
Утром 27 января (9 февраля) 1904 года Руднев получил ультиматум японского контр-адмирала Сотокити Уриу, объявлявший о том, что Япония и Россия находятся в состоянии войны. Японцы требовали от русских покинуть рейд до полудня, угрожая в противном случае открыть по ним огонь. Подобные действия в нейтральном порту явились бы нарушением международного права.
В. Ф. Руднев принял решение прорываться из залива. Перед строем офицеров и матросов крейсера он сообщил им об ультиматуме японцев и о своём решении. В частности, он сказал следующее:
Безусловно, мы идем на прорыв и вступим в бой с эскадрой, как бы она сильна ни была. Никаких вопросов о сдаче не может быть — мы не сдадим крейсер и самих себя и будем сражаться до последней возможности и до последней капли крови. Исполняйте каждый свои обязанности точно, спокойно, не торопясь. Особенно комендоры, помня, что каждый выстрел должен нанести вред неприятелю. В случае пожара тушить его без огласки, давая мне знать.

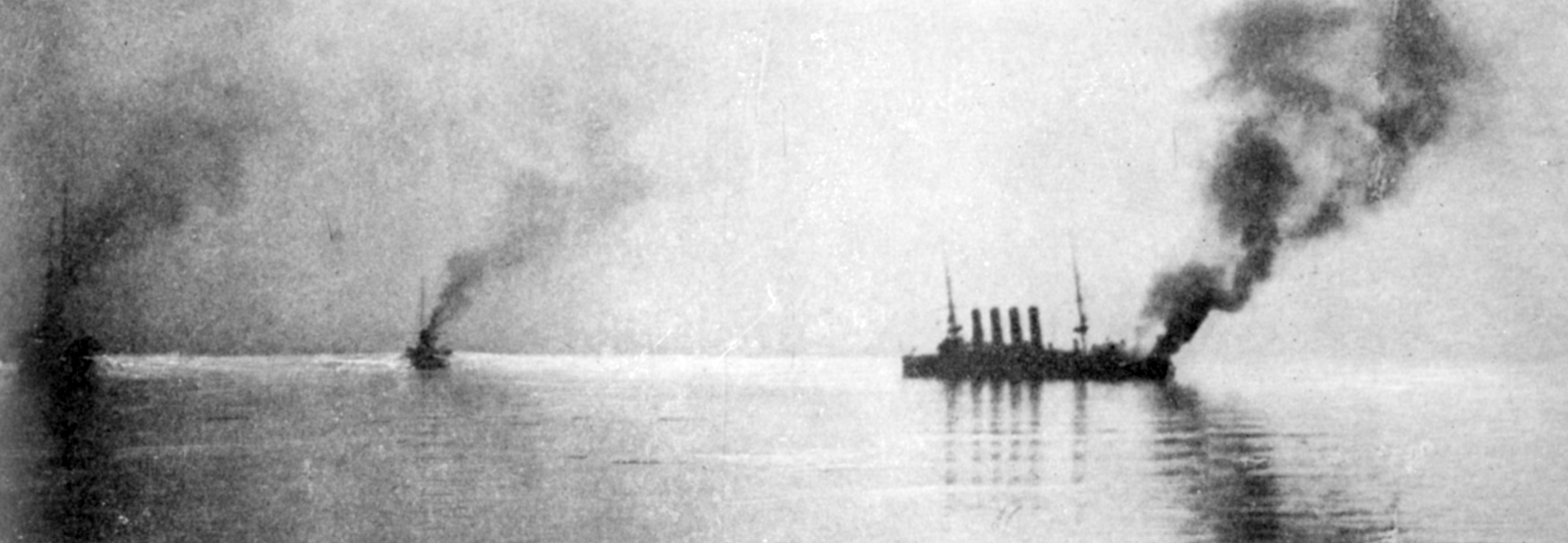
«Варяг» после боя в бухте Чемульпо

Японская эскадра преградила путь в открытое море. В 11 часов 45 минут с крейсера «Асама», с расстояния 7000 м, раздался первый выстрел из 8-дюймового орудия, а затем вся эскадра противника открыла огонь, в основном по «Варягу». Русские матросы и офицеры вели огонь по врагу, боролись с пробоинами и пожарами под мощным огнём противника. Бой продолжался в течение часа. За это время «Варяг», согласно рапорту его командира, выпустил по противнику 1105 снарядов (однако подсчет количества снарядов, извлечённых из корпуса корабля японцами после его подъёма, свидетельствует о существенном завышении этой цифры), «Кореец» — 52 снаряда. Согласно рапорту командира «Варяга», огнём крейсера был потоплен один миноносец и поврежден крейсер «Асама», а крейсер «Такатихо» после боя затонул; противник предположительно потерял около 30 человек убитыми. Официальные японские источники и архивные документы не подтверждают попаданий в японские корабли и наличие каких-либо потерь.
«Варяг» получил, по разным данным, от 7 до 11 попаданий, в том числе одну пробоину площадью 2 м² у ватерлинии, потери экипажа — 1 офицер и 30 матросов убиты, 6 офицеров и 85 матросов ранены и контужены, ещё около 100 человек получили лёгкие ранения. На «Корейце» потерь не было. По мнению Руднева, корабль не имел возможности продолжать бой, что послужило основанием для возвращения в Чемульпо и последующего уничтожения корабля. После своза команды на нейтральные корабли «Варяг» был затоплен путём открытия кингстонов (корабль затонул на мелководье и впоследствии был поднят японцами), а «Кореец» взорван. Также был затоплен российский пароход «Сунгари».
Моряки «Варяга» и «Корейца» несколькими эшелонами вернулись на родину через нейтральные порты. Дома им устроили достойную встречу. Командир корабля и офицеры были награждены орденом Святого Георгия 4-й степени, нижние чины — знаками отличия Военного ордена 4-й степени. Капитан 1-го ранга В. Ф. Руднев, помимо ордена, получил звание флигель-адъютанта и стал командиром эскадренного броненосца «Андрей Первозванный» (ещё только строившегося в Петербурге).

### После окончания службы
В ноябре 1905 года Руднев отказался принять дисциплинарные меры против революционно настроенных матросов своего экипажа. Последствием этого было увольнение его в отставку с производством в контр-адмиралы.
В 1907 году японский император Муцухито в знак признания героизма русских моряков направил В. Ф. Рудневу орден Восходящего солнца II степени. Руднев, хотя и принял орден, никогда его не надевал.
Последние годы Всеволод Фёдорович жил в Тульской губернии в своей усадьбе в деревне Мышенки Алексинского уезда (сейчас Заокский район). Активно участвовал в жизни земства, был избран попечителем местной школы. Встречался в Ясной Поляне с Л. Н. Толстым. 7 (20) июля 1913 года В. Ф. Руднев умер (в возрасте 57 лет). Похоронен возле церкви Казанской Богоматери соседнего села Савино Заокского района Тульской области.

### Дальнейшая судьба семьи Руднева
Рудневы воспитали троих сыновей — Николая, Георгия и Пантелеймона. В 1916 году Мария Николаевна, вдова Всеволода Фёдоровича, продала имение и переехала в Тулу вместе с двумя младшими детьми. В 1917 году к ним в Тулу приехал жить и старший сын с женой. Позже они переехали к родственникам в Севастополь. Когда гражданская война стала подходить к концу, Мария Николаевна с сыновьями эмигрировала в Югославию. Позже они переехали во Францию.
В 1958 году старший сын Николай Всеволодович вернулся с семьёй на родину, где и прожил до самой смерти в 1963 году. Средний сын Георгий эмигрировал в Венесуэлу. Младший остался жить во Франции.
Николай Всеволодович передал в областной краеведческий музей значительную часть личных вещей своего отца, которые затем были переданы в музей В. Ф. Руднева в селе Савино.

## Память о Всеволоде Фёдоровиче Рудневе и крейсере «Варяг»

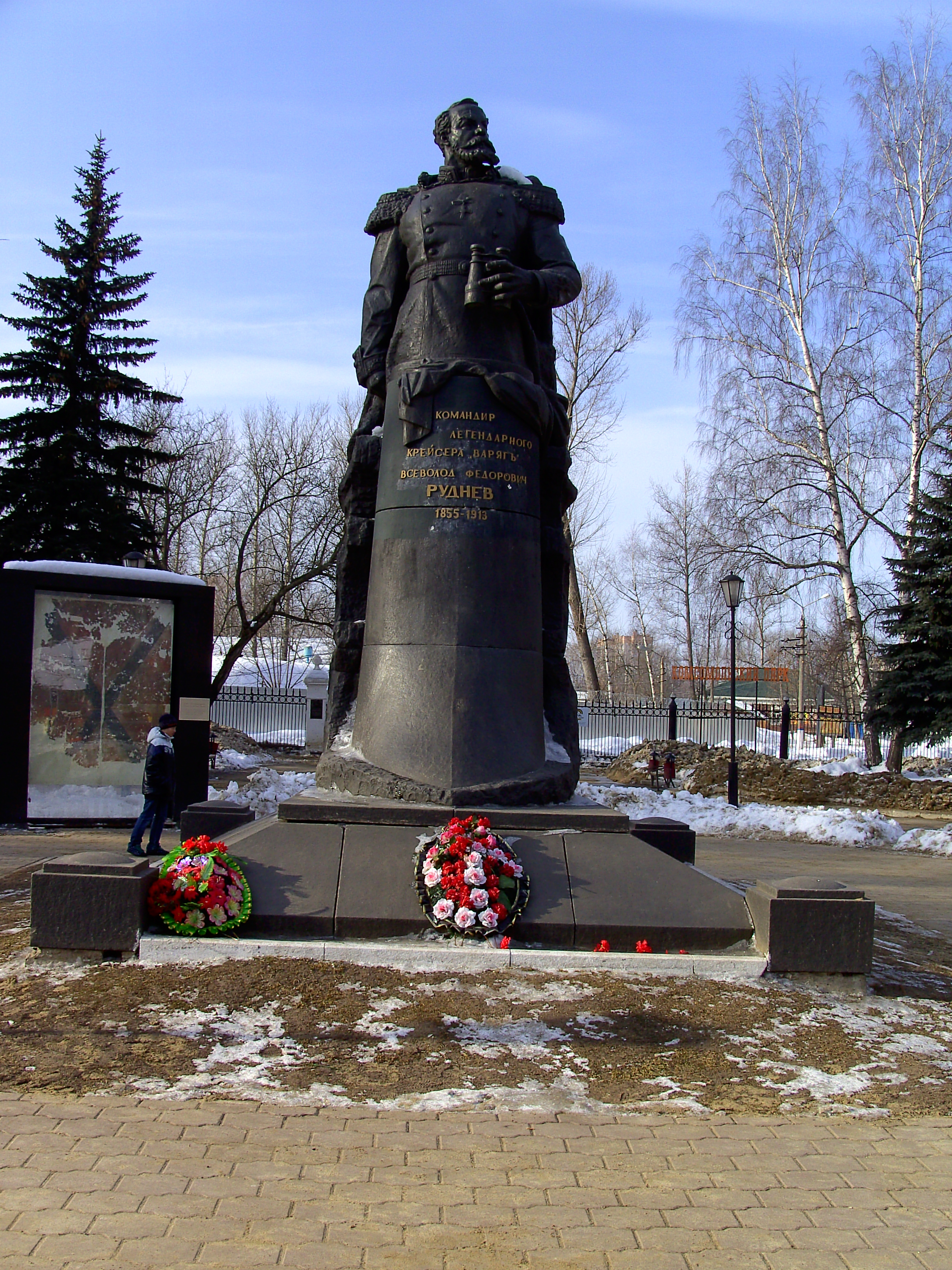
Памятник В. Ф. Рудневу в Туле

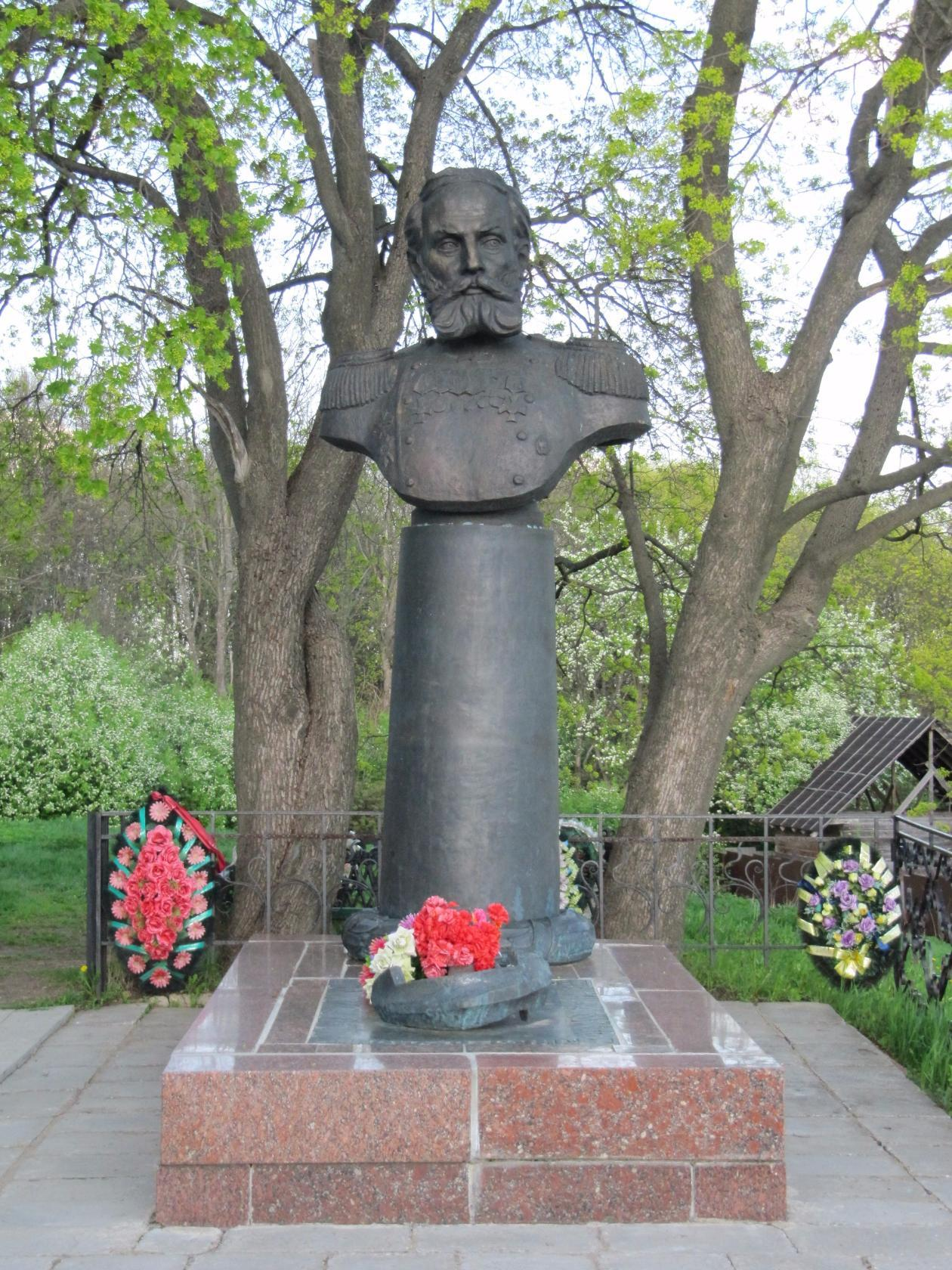
Надгробный памятник В. Ф. Рудневу в селе Савино

Памятник В. Ф. Рудневу в Новомосковске

В 1987 году Хабаровским отделением ВООПИиК на доме № 15 по ул. Руднева установлен барельеф (авт. А. А. Ефимов). Первоначально на мемориальной доске был ошибочно указан год переименования улицы (1945 вместо 1954). Ошибка исправлена в июне 2021 года.

- Подвиг экипажей крейсера «Варяг» и канонерской лодки «Кореец» вдохновил создателей нескольких песен. Но известность получили только две. Первая — «Варяг» («Плещут холодные волны…»; музыка Ф. Богородского, стихи Я. Репнинского). Вторая — самая популярная — «Врагу не сдаётся наш гордый „Варяг“» («Наверх, вы, товарищи, все по местам…»; музыка А. С. Турищева, стихи Рудольфа Грейнца в переводе с немецкого Евгении Студенской).
- Через 50 лет после подвига у Чемульпо оставшиеся в живых моряки «Варяга» были созваны распоряжением правительства Советского Союза в Москве на торжества по этому случаю. Н. Г. Кузнецов, главком ВМФ, адмирал флота, вручил пятнадцати героям медали «За отвагу». Позднее ещё 139 ветеранов с «Варяга» и «Корейца» правительство наградило орденами и медалями[14].
- В 1946 году в СССР был снят фильм «Крейсер „Варяг“».
- 30 сентября 1956 года в Туле был открыт памятник командиру легендарного крейсера «Варяг» В. Ф. Рудневу.
- 9 февраля 2004 года в деревне Савино Заокского района Тульской области был открыт музей контр-адмирала В. Ф. Руднева[16], созданный научными сотрудниками Тульского областного краеведческого музея при содействии Центрального военно-морского музея, а также офицеров облвоенкомата.
- 9 августа 1992 года в селе Савино был открыт надгробный памятник В. Ф. Рудневу.
- К 100-летию подвига крейсера «Варяг» 9 февраля 2004 года в селе Савино в специально построенном здании был открыт новый музей В. Ф. Руднева, филиал ГУК ТО «Объединение „Тульский областной историко-архитектурный и литературный музеи“»[17].
- В Москве есть улица Адмирала Руднева.
- В Липецке есть переулок Руднева.
- В Новомосковске Тульской области на ул. Комсомольская есть памятник Рудневу. В День Военно-Морского Флота к нему возлагаются цветы.
- Руднев — бывший посёлок городского типа в Тульской области, вошёл в город Донской.[источник не указан 2475 дней (обс.)]
- В 1954 году, в ознаменование пятидесятилетия со дня подвига моряков крейсера «Варяг», в Хабаровске в честь В. Ф. Руднева названа улица, ранее носившая название улицы Мира[18]. В 1987 году Хабаровским отделением ВООПИиК на доме № 15 по ул. Руднева установлена мемориальная доска с барельефом (авт.: А. А. Ефимов)[19]. Однако из-за отсутствия в названии улицы инициалов героя некоторые историки и краеведы считали, что она названа в честь С. В. Руднева[20][21].
- В Японском море в заливе Петра Великого есть бухта Руднева и одноимённый посёлок на её берегу.
- Почётное звание «Почётный гражданин Тульской области» (23 февраля 2012 года).

## Руднев и филателия

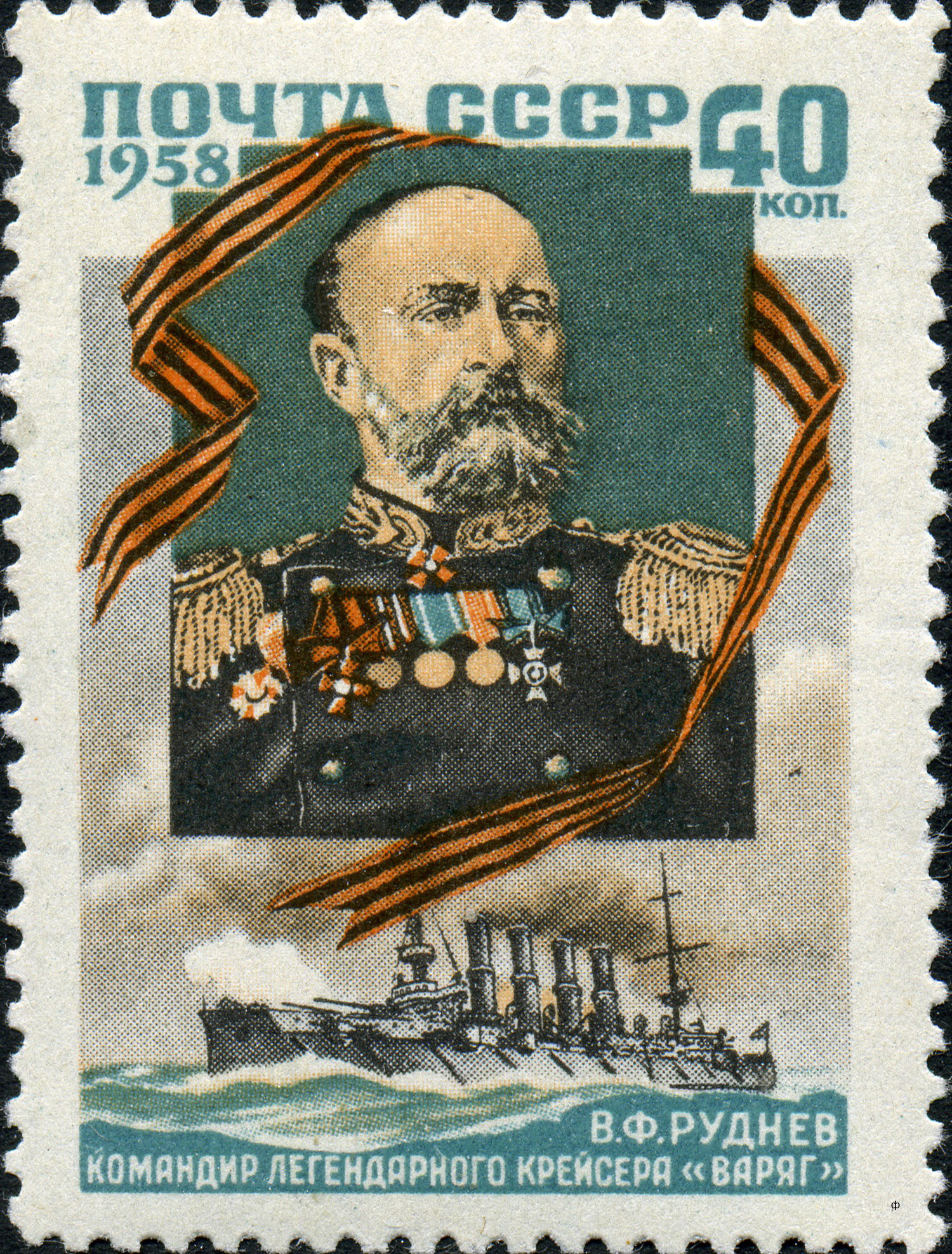
Марка СССР «45-летие со дня смерти В. Ф. Руднева» (1958, 40 копеек, художник И. Дубасов)

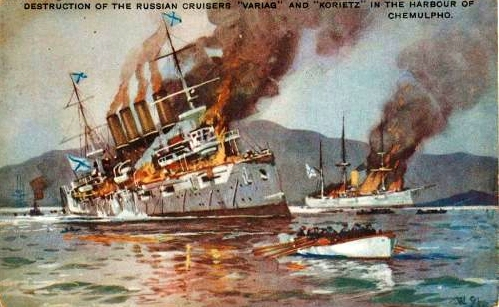
Английская пропагандистская открытка с надписью «Уничтожение русских крейсеров „Варяг“ и „Кореец“ в заливе Чемульпо» (1904)

Всеволод Фёдорович Руднев был крупным филателистом. Он занялся филателией ещё в 1870-е годы в Петербурге. Отправляясь в 1880 году в кругосветное путешествие на крейсере «Африка», он использовал любую возможность для приобретения марок. В. Ф. Руднев собрал значительную коллекцию, содержавшую немало редкостей, в том числе «Голубой Маврикий». К сожалению, дальнейшая судьба его коллекции не известна. По одной версии, она погибла в 1904 году, когда был затоплен «Варяг», по другой — часть её была завещана Севастопольскому военно-морскому музею. Есть факты, что сын адмирала Н. В. Руднев, сам филателист, унаследовал коллекцию отца.
В Советском Союзе и России выходили следующие филателистические материалы памяти знаменитого контр-адмирала и боевого корабля, которым он командовал:
- 25 марта 1958 года в СССР была выпущена почтовая марка, посвящённая В. Ф. Рудневу (художник — И. Дубасов)[23].
- 22 ноября 1972 года в СССР вышла серия почтовых марок, посвящённая истории отечественного флота. На марку номиналом в 3 копейки художником В. Завьяловым помещено изображение крейсера «Варяг»[24]. В том же году вышла почтовая карточка для картмаксимума с изображением крейсера.[источник не указан 1158 дней]
- 7 февраля 2002 года в России был выпущен художественный маркированный конверт из серии «Флот России» с изображением крейсера «Варяг».[источник не указан 1158 дней]

### Труды В. Ф. Руднева
- Руднев В. Ф. Бой «Варяга» у Чемульпо 27-го января 1904 года. — СПб.: тип. Т-ва И. Н. Кушнерев и К, 1907. — 24 с + 2 вкл. л. ил. [То же: Репр. воспр. изд. 1907 г. — Тула: Гриф и К, 2003. — 24 с. (Воспоминания написаны от третьего лица и подкрепляются выдержками из различных боевых донесений.)]
- Руднев В. Ф. Кругосветное плавание крейсера «Африка» в 1880—1883 годах. — СПб.: тип. Т-ва п.ф. «Электро-тип. Н. Я. Стойковой», 1909 [на обл. 1912]. — 169 с.

### Словари и энциклопедии
- Руднев Всеволод Фёдорович // Сов. ист. энцикл. — М, 1969. — Т.12. — Стб. 243—244.
- Руднев Всеволод Фёдорович // БСЭ.- 3-е изд. — М., 1977. — Т.22. — С. 349—350.
- Руднев Всеволод Фёдорович // Сов. военная энцикл. — М., 1979. — Т.7. — С. 156.
- Руднев Всеволод Фёдорович // Тульский биогр. слов. — Тула, 1996. — Т.2. — С. 145—146. — Библиогр. в конце ст.

### Другие источники
- Боть В. И. Командир легендарного крейсера: Всеволод Федорович Руднев (1855—1913) // Гордость земли Тульской. — Тула, 1982. — Т. 1. — С. 221—228.
- Боть В. И. Наш земляк В. Ф. Руднев // Под сенью Муз. — 1995. — № 8. — С. 3.
- Боть В. И. Подвиг и слава // Позиция. — 1995. — 26 авг.—1 сент.
- Боть В. И. Героический подвиг крейсера «Варяг» // Тульские епархиальные ведомости. — 2004. — № 1. — С. 2.
- Надеждин С. Командир легендарного крейсера // Заокский вестник — 2000. — 18, 21, 25 июля; 4, 8, 15, 18, 22 авг.
- Руднев Н. В. Командир легендарного крейсера: [Ист.-биогр. очерк о жизни и деятельности контр-адмирала В. Ф. Руднева, командира крейсера «Варяг»]. — Тула: Кн. изд-во, 1960. — 247 с.: ил.
- Чернов Ю. И. Капитан 1-го ранга В. Ф. Руднев и бой крейсера «Варяг» 27 января 1904 г. // Щит Отечества: Сб. материалов межрегион. военно-ист. конф. «Вооруженные силы России и Тула». — Тула, 1996. — С. 23—26. — Библиогр. в примеч.
- Чернов Ю. И. В. Ф. Руднев и подвиг крейсера «Варяг»: (по воспомин. участника боя Д. Я. Белоусова) // Военно-морские силы России и Тульский край: Сб. материалов науч. конф. — Тула, 1997. — С. 37—43.
- Шикман А. П. Руднев Всеволод Фёдорович // Деятели отечественной истории:

Биогр. слов.-справ. / А. П. Шикман — М, 1997. — Кн. 2. — С. 231—232.
- Иванов В. В. К 100-летию Русско-японской войны 1904—1905 гг. Боевые награды российских героев войны 1904—1905 гг.

### Публикации, посвящённые увековечиванию памяти «Варяга»
- 100 лет подвигу «Варяга»: Сенсационные находки подводной экспедиции телеканала «Россия» // Военно-ист. журн.- 2004. — № 4. — С. 44.
- Бессмертный «Варяг» / Подгот. С. Макин // Наука и религия. — 2004. — № 3. — С. 26—30: ил.
- Большаков В. Не сдается наш гордый «Варяг» // Тул. известия. — 2001. — 3 февр. (О поисковой работе по восстановлению истории рода Рудневых; о В. Ф. Рудневе, о памятнике ему в д. Яцкой Новомосковского р-на, где находилось родовое имение Рудневых.)
- Мизь Н., Стратиевский О. Автором русской песни «Варяг» был немецкий поэт Грейц // Владивосток. — 2004. — № 1520. — 10 марта.
- Уклеин В. Н. У могилы легендарного командора // От Тулы до Поленова: О зодчестве и зодчих / В. Н. Уклеин. — Тула, 1981. — С.78—80.